# Cartel Phoebus
Cartel Phoebus foi o primeiro cartel mundial, oficialmente uma empresa suíça chamada "Phoebus S.A. Compagnie Industrielle pour le Développement de l'Éclairage". Sediava-se em Genebra e existiu entre 1924 e 1939, tendo toda a indústria de lâmpadas organizada sob si. Era composto por General Electric (teve o maior papel), OSRAM, Philips e Lâmpadas Teta.
Nesta reunião, decidiu-se que as lâmpadas não deveriam durar mais de 1000 horas, sendo que: a 1ª lâmpada comercializada (de Edison) durava 1500 horas; na época do cartel o mercado já oferecia lâmpadas de 2500 horas; e na época chegou-se a criar lâmpadas de 100.000 horas de duração, mas que não chegaram ao mercado provavelmente por pressão do cartel.
O esquema de controle de patentes básicas e arranjos de licenças para outros produtores garantiu o controle dos mercados domésticos. O sucesso de uma série de processos antitruste do governo na década de 1940 terminou virtualmente com a facilidade de ação do cartel e levou a uma mudança na evolução tecnológica da indústria.